# Australia en los Juegos Paralímpicos de Atlanta 1996
Australia estuvo representada en los Juegos Paralímpicos de Atlanta 1996 por un total de 161 deportistas, 99 hombres y 62 mujeres.

## Medallistas
El equipo paralímpico australiano obtuvo las siguientes medallas:
| Nombre | Deporte                       | Evento                                                |
| --- | ----------------------------- | ----------------------------------------------------- |
| Oro |                               |                                                       |
| Louise Sauvage | Atletismo                     | 400 m T53 femenino                                    |
| Louise Sauvage | Atletismo                     | 800 m T53 femenino                                    |
| Louise Sauvage | Atletismo                     | 1500 m T52-53 femenino                                |
| Louise Sauvage | Atletismo                     | 5000 m T52-53 femenino                                |
| Katrina Webb | Atletismo                     | 100 m T36-37 femenino                                 |
| Katrina Webb | Atletismo                     | 200 m T34-37 femenino                                 |
| Amy Winters | Atletismo                     | 200 m T42-46 femenino                                 |
| Sharon Rackham | Atletismo                     | 200 m MH femenino                                     |
| Lisa Llorens | Atletismo                     | Salto de longitud MH femenino                         |
| Lachlan Jones | Atletismo                     | 100 m T32 masculino                                   |
| John Lindsay | Atletismo                     | 100 m T52 masculino                                   |
| David Evans | Atletismo                     | 1500 m T44-46 masculino                               |
| Fabian Blattman | Atletismo                     | 1500 m T50 masculino                                  |
| Damien Burroughs | Atletismo                     | Disco F36 masculino                                   |
| Brian Harvey | Atletismo                     | Jabalina F34/37 masculino                             |
| Hamish MacDonald | Atletismo                     | Peso F32-33 masculino                                 |
| Bruce Wallrodt | Atletismo                     | Peso F53 masculino                                    |
| Darren Thrupp | Atletismo                     | Salto de longitud F34-37 masculino                    |
| David Evans Neil Fuller Tim Matthews Bradley Thomas | Atletismo                     | 4 × 100 m T42-46 masculino                            |
| Troy Andrews Robert Blythe Orfeo Cecconato Benjamin Cox Stuart Ewin David Gould Gerry Hewson Timothy Maloney Nicholas Morris Richard Oliver Troy Sachs David Selby | Baloncesto en silla de ruedas | Torneo masculino                                      |
| Teresa Poole | Ciclismo en pista             | 1 km contrarreloj tándem clase abierta femenino       |
| Teresa Poole | Ciclismo en pista             | Persecución individual tándem clase abierta femenino  |
| Kieran Modra | Ciclismo en pista             | 200 m velocidad tándem clase abierta mixto            |
| Peter Homann | Ciclismo en ruta              | Ruta 20k CP4 mixto                                    |
| Christopher Scott | Ciclismo en ruta              | 5000 m contrarreloj CP4 mixto                         |
| Priya Cooper | Natación                      | 100 m espalda S8 femenino                             |
| Priya Cooper | Natación                      | 100 m libre S8 femenino                               |
| Priya Cooper | Natación                      | 400 m libre S8 femenino                               |
| Priya Cooper | Natación                      | 200 m estilos SM8 femenino                            |
| Tracey Cross | Natación                      | 100 m mariposa B1 femenino                            |
| Tracey Cross | Natación                      | 200 m estilos B1 femenino                             |
| Gemma Dashwood | Natación                      | 100 m mariposa S10 femenino                           |
| Gemma Dashwood | Natación                      | 400 m libre S10 femenino                              |
| Brendan Burkett | Natación                      | 50 m libre S9 masculino                               |
| Melissa Carlton | Natación                      | 400 m libre S9 femenino                               |
| Priya Cooper Janelle Falzon Melissa Carlton Gemma Dashwood | Natación                      | 4 × 100 m libre S7-10 femenino                        |
| Kingsley Bugarin | Natación                      | 100 m braza B2 masculino                              |
| Kingsley Bugarin | Natación                      | 200 m braza B2 masculino                              |
| Kingsley Bugarin | Natación                      | 200 m estilos B2 masculino                            |
| Jeff Hardy | Natación                      | 100 m mariposa B2 masculino                           |
| Jeff Hardy | Natación                      | 400 m libre B2 masculino                              |
| Anthony Clarke | Yudo                          | –95 kg masculino                                      |
| Plata |                               |                                                       |
| Jodi Willis-Roberts | Atletismo                     | Peso F10-11 femenino                                  |
| Katrina Webb | Atletismo                     | Salto de longitud F34-37 femenino                     |
| Neil Fuller | Atletismo                     | 100 m T43-44 masculino                                |
| Neil Fuller | Atletismo                     | 200 m T43-44 masculino                                |
| Russell Short | Atletismo                     | Disco F12 masculino                                   |
| Russell Short | Atletismo                     | Peso F12 masculino                                    |
| Jaime Romaguera | Atletismo                     | 100 m T34 masculino                                   |
| John Lindsay | Atletismo                     | 200 m T52 masculino                                   |
| David Evans | Atletismo                     | 800 m T44-46 masculino                                |
| Fabian Blattman | Atletismo                     | 800 m T50 masculino                                   |
| Greg Smith | Atletismo                     | 5000 m T51 masculino                                  |
| Kerrod McGregor | Atletismo                     | Pentatlón P42 masculino                               |
| June Clark | Bolos sobre hierba            | Individual LB3-5 femenino                             |
| Matthew Gray | Ciclismo en pista             | Ómnium LC1 mixto                                      |
| Paul Lake | Ciclismo en pista             | Ómnium LC2 mixto                                      |
| Paul Clohessy | Ciclismo en pista             | Persecución individual tándem clase abierta masculino |
| Christopher Scott | Ciclismo en ruta              | Ruta 20k CP4 mixto                                    |
| Peter Homann | Ciclismo en ruta              | 5000 m contrarreloj CP4 mixto                         |
| Brian McNicholl | Levantamiento de potencia     | –90 kg masculino                                      |
| Judith Young | Natación                      | 50 m libre S10 femenino                               |
| Judith Young | Natación                      | 100 m braza SB10 femenino                             |
| Judith Young | Natación                      | 100 m mariposa S10 femenino                           |
| Melissa Carlton | Natación                      | 100 m libre S9 femenino                               |
| Melissa Carlton | Natación                      | 100 m mariposa S9 femenino                            |
| Gemma Dashwood | Natación                      | 100 m libre S10 femenino                              |
| Gemma Dashwood | Natación                      | 200 m estilos SM10 femenino                           |
| Tracey Cross | Natación                      | 50 m libre B1 femenino                                |
| Tracey Oliver | Natación                      | 50 m libre S7 femenino                                |
| Priya Cooper | Natación                      | 50 m libre S8 femenino                                |
| Carla Sullivan | Natación                      | 100 m libre MH femenino                               |
| Grant Fitzpatrick | Natación                      | 50 m libre MH masculino                               |
| Grant Fitzpatrick | Natación                      | 100 m libre MH masculino                              |
| Kingsley Bugarin | Natación                      | 100 m libre B2 masculino                              |
| Kingsley Bugarin | Natación                      | 100 m mariposa B2 masculino                           |
| Paul Gockel Scott Brockenshire Brendan Burkett Dominic Collins Cameron de Burgh                                                                                    | Natación                      | 4 × 100 m libre S7-10 masculino                       |
| Mick Connell David Hall | Tenis en silla de ruedas      | Dobles masculino                                      |
| James Nomarhas | Tiro                          | Pistola deportiva SH1 mixto                           |
| Bronce |                               |                                                       |
| Alison Quinn | Atletismo                     | 100 m T36-37 femenino                                 |
| Amy Winters | Atletismo                     | 100 m T42-46 femenino                                 |
| Lisa Llorens | Atletismo                     | 200 m MH femenino                                     |
| Bradley Thomas | Atletismo                     | 100 m T43-44 masculino                                |
| Bradley Thomas | Atletismo                     | Salto de longitud F44 masculino                       |
| Leroi Court | Atletismo                     | 100 m T12 masculino                                   |
| Darren Thrupp | Atletismo                     | 200 m T37 masculino                                   |
| John Lindsay | Atletismo                     | 400 m T52 masculino                                   |
| Stephen Eaton | Atletismo                     | Disco F32-33 masculino                                |
| John Eden | Atletismo                     | Disco F42 masculino                                   |
| Bruce Wallrodt | Atletismo                     | Jabalina F53 masculino                                |
| Terry Giddy | Atletismo                     | Peso F55 masculino                                    |
| Kris Bignall Tu Huyhn | Bochas                        | Dobles C1 wad mixto                                   |
| Pauline Cahill | Bolos sobre hierba            | Individual LB3-5 femenino                             |
| Janelle Falzon | Natación                      | 100 m espalda S8 femenino                             |
| Janelle Falzon | Natación                      | 400 m libre S8 femenino                               |
| Melissa Carlton | Natación                      | 100 m espalda S9 femenino                             |
| Judith Young | Natación                      | 100 m espalda S10 femenino                            |
| Karni Liddell | Natación                      | 50 m libre S6 femenino                                |
| Petrea Barker | Natación                      | 100 m libre MH femenino                               |
| Elizabeth Wright | Natación                      | 50 m mariposa S6 femenino                             |
| Priya Cooper | Natación                      | 100 m mariposa S8 femenino                            |
| Scott Brockenshire | Natación                      | 50 m libre S10 masculino                              |
| Scott Brockenshire | Natación                      | 100 m mariposa S10 masculino                          |
| Jeff Hardy | Natación                      | 200 m estilos B2 masculino                            |
| Kingsley Bugarin | Natación                      | 400 m libre B2 masculino                              |
| David Hall | Tenis en silla de ruedas      | Individual masculino                                  |